# Bill Larsson
Bill Larsson, född den 8 juli 1977, död den 14 december 2008, var en svensk poet och litteraturkritiker. 
Larsson deltog i tre poetry slam-SM och engagerade sig i estradpoesiarrangemang i Örebroregionen, samt i poesiprojektet "Dikt360" på internet. Utöver detta skrev han bland annat litteraturkritik i Nerikes Allehanda, och hann ge ut tre diktsamlingar innan han avled 31 år gammal.